# ドゥノッツ
ドゥノッツ(Donots)は、ドイツのパンク・ロックバンド。1993年にイッベンビューレンで結成。
バンド名の由来はJanが「Donuts」にしたかったところを「Donots」と表記ミスしたことから。しかし他のメンバーが気に入ってしまったためそのまま採用された。

## メンバー
- Ingo Knollmann (Vo)
- Guido Knollman (G)
- Jan Dirk Poggemann (B)
- Eike Herwig (Dr)
- Alex Siebenbiedel (G)

## 活動
Ingoは、ツアー中で知り合う数々のバンドがなかなか日本に紹介されないことへ疑問を抱き、ソリタリーマンレコーズを日本テレビ音楽とのパートナーシップのもとで立ち上げる。当初は日本との橋渡し的な意味合いでスタートしていたが、メジャーレーベルから離れ、自身のバンドを同レコード会社からリリースするなどバンドメンバーもソリタリーマンレコーズをサポートしている。
またレコード会社を立ち上げた事により、様々なクリエイティブ面が開花。PUNKSPRING08出演を果たした。

## ディスコグラフィー
- Pedigree Punk （1996年）
- Tonight's Karaoke Contest Winners （1998年、Headshock）
- Better Days Not Included （1999年、GUN/BMG）
- Pocketrock （2001年、GUN/BMG）
- アンプリファイ・ザ・グッド・タイムス - Amplify the Good Times （2002年、GUN/BMG）
- ウィー・アー・ノット・ゴナ・テイク・イット - We're Not Gonna Take It EP （2003年、GUN/BMG）
- ゴット・ザ・ノイズ - Got the Noise （2004年、GUN/ソニーBMG）
- ドゥノッツ・クロニクルズ～ザ・ベスト・オブ・ドゥノッツ - The Story So Far: Ibbtown Chronicles （2006年、GUN/ソニーBMG）
- コマ・カメレオン - Coma Chameleon （2008年、ソリタリーマン）
- To Hell with Love （2009年、ソリタリーマン） ※イギリスのみ
- ザ・ロング・ウェイ・ホーム - The Long Way Home （2010年、ソリタリーマン）
- ウェイク・ザ・ドッグズ - Wake the Dogs （2012年、ヴァーティゴ・ベルリン）

## 関連
- アンタイ・フラッグ
- ミッドタウン